# Печь Франклина

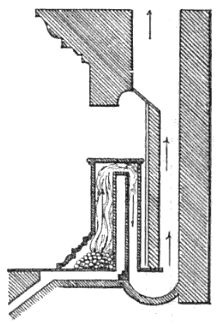
Устройство

Печь Франклина, Пенсильванский камин — металлический камин, созданный Бенджамином Франклином в 1742 году и принципиально усовершенствованный им же в 1770 году.

## История
Будучи человеком бережливым, Франклин обратил внимание на то, что в существовавших в то время в Америке печах — наследницах неэкономичных британских каминов с трубой по внешней стене дома (в среднем в Британии зимы существенно мягче американских) — большая часть тепла бесполезно теряется в трубе. Он изобрёл экономичную печь, для стенок которой использовал чугун, обладающий большой теплопроводностью. Печь одновременно была и котлом (топка — камера, где сжигалось топливо), и радиатором (стенки печи, излучающие тепло и нагревающие помещение). Таким образом, ему удалось уменьшить потери тепла, расход топлива и размеры печи.
Для повышения спроса на подобные печи Франклин написал статью «Отчет о недавно изобретенных пенсильванских каминах, где подробно объясняется их конструкция и способ действия, доказывается их преимущество перед всеми другими способами обогревания комнат и рассматриваются и опровергаются все возражения, выдвинутые против их использования и т. д.», которая имела большой успех. Несмотря на это, Франклин принципиально так и не запатентовал своё изобретение, писав об этом в своей «Автобиографии»: «Если мы охотно пользуемся большими преимуществами от чужих изобретений, то мы должны быть рады случаю послужить другим своим изобретением, и мы должны это делать бескорыстно и великодушно».
Эта печь была одним из самых популярных изобретений Франклина и до сих пор используется во многих странах мира.

## Принцип действия
Холодный воздух для горения забирается снаружи помещения и подводится к перегородке (дефлектору) через канал в полу. Низкая температура наружного воздуха приводит к усилению тяги и более эффективному сжиганию топлива, без потребления для этого уже нагретого воздуха помещения. Дым выходит через U-образный отвод в полу.